# Cattedrali in Corea del Nord
Questa è una lista delle cattedrali della Corea del Nord.

## Cattedrali cattoliche
| Cattedrale               | Arcidiocesi o Diocesi          | Località  |
| ------------------------ | ------------------------------ | --------- |
| Cattedrale di Changchung | Diocesi di Pyongyang           | Pyongyang |
| Abbazia di San Benedetto | Abbazia territoriale di Tokwon | Wŏnsan    |